# 3980 Гвездослав
3980 Гвездосла́в (3980 Hviezdoslav) — астероїд головного поясу, відкритий 4 грудня 1983 року.
Тіссеранів параметр щодо Юпітера — 3,193.